# Clocher roman d'Isola
Le clocher roman de l'ancienne église Saint-Pierre, est un vestige de l'ancienne église Saint-Pierre d'Isola dans le département français des Alpes-Maritimes.

## Historique
Le clocher est le seul reste de l'église Saint-Pierre datant du XIIe siècle. L'église Saint-Pierre dépendait du chapitre de la cathédrale de Nice. Il a dû être construit par un atelier de maçons itinérants.
À la suite d'une inondation due à la Guerche ou à un torrent, l'église a été abandonnée au XVIe siècle au profit de l'église Saint-Antoine, elle-même remplacée par l'église Saint-Pierre-ès-Liens, en 1682.
Malgré la ruine de l'église Saint-Pierre, les habitants d'Isola ont voulu conserver le clocher.
Ce clocher fait l’objet d’un classement au titre des monuments historiques depuis le 15 janvier 1908.

## Présentation
Le clocher roman est très élancé avec une section carrée de 3,80 m de côté pour une hauteur de 16 m avec une flèche pyramidale.
En partie supérieure, il y a trois étages des baies en plein cintre dont les dernières sont géminées avec des colonnettes.